# Cleretum booysenii
Cleretum booysenii är en isörtsväxtart som först beskrevs av Harriet Margaret Louisa Bolus, och fick sitt nu gällande namn av Klak. Cleretum booysenii ingår i släktet Cleretum, och familjen isörtsväxter. Inga underarter finns listade i Catalogue of Life.